# Чемпионат мира по лёгкой атлетике в помещении 2004
X Чемпионат мира ИААФ по лёгкой атлетике в помещении (IAAF) под патронажем Международной ассоциации легкоатлетических федераций проводился в Будапеште (Венгрия) с 5 по 7 марта 2004 года на стадионе Budapest Arena.
Это был второй подобный чемпионат в Будапеште. Первый был проведён 15-ю годами раньше — в 1989 году.
Заново отстроенная арена на 13000 зрителей заменила предыдущий стадион, сгоревший в пожаре в 1999-м.
Это был последний чемпионат мира в помещении, где дистанция 200 м вызывала огромные дискуссии по поводу чрезмерного наклона беговых дорожек на вираже в манеже. Любой спортсмен, вынужденный бежать по внутренней дорожке, получал большие неудобства.

## Результаты

### Мужчины
1999 | 2001 | 2003 | 2004 | 2006 |
| Вид:                                                          | Золото: | Золото:                                              | Серебро:                                                                    | Серебро:                                             | Бронза:                                                                     | Бронза:                                              |
| ------------------------------------------------------------- | --- | ---------------------------------------------------- | --------------------------------------------------------------------------- | ---------------------------------------------------- | --------------------------------------------------------------------------- | ---------------------------------------------------- |
| 60 м                                                          | Джейсон Гарденер · Великобритания | 6.49                                                 | Шон Кроуфорд · США                                                          | 6.52                                                 | Джорджиос Теодоридис · Греция                                               | 6.54 (SB)                                            |
| 60 м                                                          | После того как Джейсон Гарденер дважды финишировал третьим в забегах, он понял, что необходимо добавлять. С быстрейшим временем полуфинала он наполнился уверенностью, что времени в 6,49 будет вполне достаточно, чтобы завоевать золото у чемпиона 2001 года Кроуфорда. |                                                      |                                                                             |                                                      |                                                                             |                                                      |
| 200 м                                                         | Доминик Демеритт · Багамские Острова | 20.66 (NR)                                           | Джохан Виссман · Швеция                                                     | 20.72                                                | Тобиас Унгер · Германия                                                     | 21.02                                                |
| 200 м                                                         | В бедном для данного вида легкой атлетики году Демеритт улучшил своё положение с третьего места в Бирмингеме в 2003 г. до золотой медали и нового рекорда Багам в 20,66 секунд несмотря на самое худшее время чемпионатов с 1991 года. Никто из участников финала не смог даже приблизить себя к лучшему результату в сезоне, хотя в забегах были установлены национальные рекорды. |                                                      |                                                                             |                                                      |                                                                             |                                                      |
| 400 м                                                         | Аллен Франсик · Гренада | 45.88 (SB)                                           | Дэвиан Кларк · Ямайка                                                       | 45.92 (SB)                                           | Гари Кикая · ДР Конго                                                       | 46.30 (SB)                                           |
| 400 м                                                         | Франсик, дисквалифицированный в забеге в 2003 году, захватил лидерство после гонга, оставив позади Кларка и Кикая. На последней прямой Кларк выдвинулся вперед, но этого было недостаточно, чтобы обогнать гренадского атлета. Так Гренада получила своего первого чемпиона мира.                                                                                                   |                                                      |                                                                             |                                                      |                                                                             |                                                      |
| 800 м                                                         | Мбулаени Мулаудзи · ЮАР | 1:45.71                                              | Рашид Рамзи · Бруней                                                        | 1:46.15 (AR)                                         | Осмар дос Сантос · Бразилия                                                 | 1:46.26                                              |
| 800 м                                                         | Дос Сантос, 35-летний бывший футболист, показал быстрейшее время в забегах и захватил лидерство в финале 200м (24.17), 400м (50.74) и 600м (1:18.21). Затем Мулаудзи обогнал бразильца в отличие от Рамзи, который выскочил из-за спины Сантоса перед самым финишем и установил рекорд Азии в помещениях.                                                                           |                                                      |                                                                             |                                                      |                                                                             |                                                      |
| 1500 м                                                        | Пол Корир · Кения | 3:52.31                                              | Иван Гешко · Украина                                                        | 3:52.34                                              | Лабан Ротич · Кения                                                         | 3:52.93                                              |
| 1500 м                                                        | . |                                                      |                                                                             |                                                      |                                                                             |                                                      |
| 3000 м                                                        | Бернард Лагат · Кения | 7:56.34                                              | Руи Силва · Португалия                                                      | 7:57.08                                              | Маркос Генети · Эфиопия                                                     | 7:57.87                                              |
| 3000 м                                                        | . |                                                      |                                                                             |                                                      |                                                                             |                                                      |
| 60 м с/б                                                      | Аллен Джонсон · США | 7.36 (CR)                                            | Лю Сян · Китай                                                              | 7.43 (AR)                                            | Морис Вигналл · Ямайка                                                      | 7.48 (NR)                                            |
| 60 м с/б                                                      | . |                                                      |                                                                             |                                                      |                                                                             |                                                      |
| 4 X 400 м                                                     | Ямайка · Грег Хотон · Лерой Колкухоун · Майкл МакДональд · Дэвид Кларк | 3:05.21 (WL)                                         | Россия · Дмитрий Форшев · Борис Горбань · Андрей Рудницкий · Александр Усов | 3:06.23 (SB)                                         | Ирландия · Роберт Дайли · Гэри Райан · Дэвид Джиллик · Дэвид МакКарти       | 3:10.44                                              |
| 4 X 400 м                                                     | |                                                      |                                                                             |                                                      |                                                                             |                                                      |
| Прыжок в Длину                                                | Савант Стрингфеллоу · США | 8.40                                                 | Джеймс Бекфорд · Ямайка                                                     | 8.31 (SB)                                            | Виталий Шкурлатов · Россия                                                  | 8.28 (SB)                                            |
| Прыжок в Длину                                                | . |                                                      |                                                                             |                                                      |                                                                             |                                                      |
| Тройной Прыжок                                                | Кристиан Ульссон · Швеция | 17.83 WR                                             | Жадел Грегориу · Бразилия                                                   | 17.43                                                | Йоандри Бетансос · Куба                                                     | 17.36                                                |
| Тройной Прыжок                                                | . |                                                      |                                                                             |                                                      |                                                                             |                                                      |
| Прыжок в Высоту                                               | Стефан Хольм · Швеция | 2.35                                                 | Ярослав Рыбаков · Россия                                                    | 2.32 (SB)                                            | Ярослав Баба · Чехия · Джермейн Мейсон · Ямайка · Штефан Василаке · Румыния | 2.25                                                 |
| Прыжок в Высоту                                               | . |                                                      |                                                                             |                                                      |                                                                             |                                                      |
| Прыжок с Шестом                                               | Игорь Павлов · Россия | 5.80 (PB)                                            | Адам Пташек · Чехия                                                         | 5.70 (SB)                                            | Денис Юрченко · Украина                                                     | 5.70                                                 |
| Прыжок с Шестом                                               | . |                                                      |                                                                             |                                                      |                                                                             |                                                      |
| Толкание Ядра                                                 | Кристан Кантвелл · США | 21.49                                                | Риз Хоффа · США                                                             | 21.07 (PB)                                           | Иоахим Ольсен · Дания                                                       | 20.99                                                |
| Толкание Ядра                                                 | . |                                                      |                                                                             |                                                      |                                                                             |                                                      |
| Семиборье (60 м, Длина, Ядро, Высота, 60 м с/б, Шест, 1000 м) | Роман Шебрле · Чехия | 6438                                                 | Брайан Клэй · США                                                           | 6365                                                 | Лев Лободин · Россия                                                        | 6203                                                 |
| Семиборье (60 м, Длина, Ядро, Высота, 60 м с/б, Шест, 1000 м) | (6.97 — 7.96 — 16.28 — 2.11 — 7.95 — 4.80 — 2:39.67) | (6.97 — 7.96 — 16.28 — 2.11 — 7.95 — 4.80 — 2:39.67) | (6.65 — 7.78 — 14.84 — 2.08 — 7.77 — 4.90 — 2:49.41)                        | (6.65 — 7.78 — 14.84 — 2.08 — 7.77 — 4.90 — 2:49.41) | (6.90 — 7.36 — 15.99 — 2.05 — 7.83 — 4.80 — 2:45.76)                        | (6.90 — 7.36 — 15.99 — 2.05 — 7.83 — 4.80 — 2:45.76) |

### Женщины
1999 | 2001 | 2003 | 2004 | 2006 |
| Вид:                                             | Золото: | Золото:                                | Серебро:                                                                 | Серебро:                               | Бронза:                                                                       | Бронза:                                |
| ------------------------------------------------ | --- | -------------------------------------- | ------------------------------------------------------------------------ | -------------------------------------- | ----------------------------------------------------------------------------- | -------------------------------------- |
| 60 м                                             | Гейл Диверс · США | 7.08 (SB)                              | Ким Геварт · Бельгия                                                     | 7.12 (NR)                              | Юлия Нестеренко · Беларусь                                                    | 7.12                                   |
| 60 м                                             | Казалось, что её лучшие спринтерские дни остались позади, однако в возрвсте 37 лет Диверс завоевала свой третий титул в этом виде. Благодаря превосходному старту она показала быстрейшее личное время за последние пять лет и уверенно обыграла Геварт и Нестеренко. Белорусская бегунья вырвала бронзу несмотря на страдания от болезни, проиграв Геварт лишь по показаниям фотофиниша. |                                        |                                                                          |                                        |                                                                               |                                        |
| 200 м                                            | Наталья Сафронникова · Беларусь | 23.13                                  | Светлана Гончаренко · Россия                                             | 23.15                                  | Карин Майр-Крифка · Австрия                                                   | 23.18                                  |
| 200 м                                            | Анастасия Капачинская пересекла финишную линию первой и завоевала золотую медаль, однако вскоре её вернула из-за положительной пробы на допинг. У спортсменки обнаружили анаболический стероид станозолол. Титул чемпионки перешел Сафронниковой, которая в любом случае бежала фантастически хорошо и с самого старта по третьей дорожке заставила соперниц лицезреть свою спину.        |                                        |                                                                          |                                        |                                                                               |                                        |
| 400 м                                            | Наталья Назарова · Россия | 50.19 (CR)                             | Олеся Красномовец · Россия                                               | 50.65 (PB)                             | Тоник Виллиамс-Дарлинг · Багамские Острова                                    | 50.87 (NR)                             |
| 400 м                                            | |                                        |                                                                          |                                        |                                                                               |                                        |
| 800 м                                            | Мария Мутола · Мозамбик | 1:58.50                                | Йоланда Цеплак · Словения                                                | 1:58.72 (SB)                           | Джоан Фенн · Великобритания                                                   | 1:59.50 (NR)                           |
| 800 м                                            | |                                        |                                                                          |                                        |                                                                               |                                        |
| 1500 м                                           | Кутре Дулеча · Эфиопия | 4:06.40                                | Кармен Даума-Хуссар · Канада                                             | 4:08.18 (NR)                           | Гульнара Самитова-Галкина · Россия                                            | 4:08.26                                |
| 1500 м                                           | |                                        |                                                                          |                                        |                                                                               |                                        |
| 3000 м                                           | Месерет Дефар · Эфиопия | 9:11.22                                | Берхане Адере · Эфиопия                                                  | 9:11.43                                | Шэйн Калпеппер · США                                                          | 9:12.15                                |
| 3000 м                                           | |                                        |                                                                          |                                        |                                                                               |                                        |
| 60 м с/б                                         | Пердита Фелисьен · Канада | 7.75 (CR)                              | Гэйл Деверс · США                                                        | 7.78                                   | Линда Ферга-Ходадин · Франция                                                 | 7.82 (NR)                              |
| 60 м с/б                                         | |                                        |                                                                          |                                        |                                                                               |                                        |
| 4 × 400 м                                        | Россия · Олеся Красномовец · Ольга Котлярова · Татьяна Лёвина · Наталья Назарова | 3:23.88 (WR)                           | Беларусь · Наталья Сологуб · Анна Козак · Илона Усович · Светлана Усович | 3:29.96 (NR)                           | Румыния · Анжела Моросану · Алина Рапану · Мария Рас · Ионела Тарлея-Манолаче | 3:30.06 (NR)                           |
| 4 × 400 м                                        | Блистательный бег российской женской команды позволил им завоевать золото с мировым рекордом 3:23.88. Для завоевания серебра белоруски установили национальный рекорд. То же понадобилось и румынкам для третьего места, а вот спортсменкам из Польши для завоевания медали рекорда страны оказалось мало.                                                                                |                                        |                                                                          |                                        |                                                                               |                                        |
| прыжок в длину                                   | Татьяна Лебедева · Россия | 6.98 (WL)                              | Татьяна Котова · Россия                                                  | 6.93 (SB)                              | Каролина Клюфт · Швеция                                                       | 6.92 (NR)                              |
| прыжок в длину                                   | |                                        |                                                                          |                                        |                                                                               |                                        |
| Тройной прыжок                                   | Татьяна Лебедева · Россия | 15.36 (WR)                             | Ямиль Алдэма · Судан                                                     | 14.90 (AR)                             | Хрисопия Деветци · Греция                                                     | 14.73                                  |
| Тройной прыжок                                   | |                                        |                                                                          |                                        |                                                                               |                                        |
| прыжок в высоту                                  | Елена Слесаренко · Россия | 2.04 (WL)                              | Анна Чичерова · Россия                                                   | 2.00                                   | Бланка Влашич · Хорватия                                                      | 1.97                                   |
| прыжок в высоту                                  | |                                        |                                                                          |                                        |                                                                               |                                        |
| прыжок с шестом                                  | Елена Исинбаева · Россия | 4.86 (WR)                              | Стэйси Драгила · США                                                     | 4.81 (AR)                              | Светлана Феофанова · Россия                                                   | 4.70                                   |
| прыжок с шестом                                  | |                                        |                                                                          |                                        |                                                                               |                                        |
| толкание ядра                                    | Светлана Кривелёва · Россия | 19.90 (SB)                             | Юмилейди Кумба · Куба                                                    | 19.31 (SB)                             | Надин Кляйнерт · Германия                                                     | 19.05 (SB)                             |
| толкание ядра                                    | |                                        |                                                                          |                                        |                                                                               |                                        |
| пятиборье (60 м с/б, Высота, Ядро, Длина, 800 м) | Найде Гомеш · Португалия | 4759                                   | Наталья Добрынская · Украина                                             | 4727                                   | Аустра Скуджите Литва                                                         | 4679                                   |
| пятиборье (60 м с/б, Высота, Ядро, Длина, 800 м) | (8.48 — 1.88 — 15.08 — 6.45 — 2:21.89) | (8.48 — 1.88 — 15.08 — 6.45 — 2:21.89) | (8.48 — 1.82 — 15.39 — 6.43 — 2:19.45)                                   | (8.48 — 1.82 — 15.39 — 6.43 — 2:19.45) | (8.69 — 1.79 — 16.30 — 6.38 — 2:20.24)                                        | (8.69 — 1.79 — 16.30 — 6.38 — 2:20.24) |

### Таблица Медалей
| Медали |                   |        |         |        |       |
| Место  | Страна            | Золото | Серебро | Бронза | Сумма |
| 1.     | Россия            | 8      | 6       | 5      | 19    |
| 2.     | США               | 4      | 5       | 1      | 10    |
| 3.     | Эфиопия           | 2      | 1       | 1      | 4     |
| 4      | Швеция            | 2      | 1       | 1      | 4     |
| 5.     | Кения             | 2      | 0       | 1      | 3     |
| 6.     | Ямайка            | 1      | 2       | 2      | 5     |
| 7.     | Украина           | 1      | 2       | 1      | 4     |
| 8.     | Беларусь          | 1      | 1       | 1      | 3     |
| 9      | Чехия             | 1      | 1       | 1      | 3     |
| 10     | Канада            | 1      | 1       | 0      | 2     |
| 11     | Португалия        | 1      | 1       | 0      | 2     |
| 12.    | Багамские Острова | 1      | 0       | 1      | 2     |
|        | Великобритания    | 1      | 0       | 1      | 2     |
| 14.    | Гренада           | 1      | 0       | 0      | 1     |
|        | Мозамбик          | 1      | 0       | 0      | 1     |
|        | ЮАР               | 1      | 0       | 0      | 1     |
| 17.    | Бразилия          | 0      | 1       | 1      | 2     |
| 18.    | Бруней            | 0      | 1       | 0      | 1     |
|        | Бельгия           | 0      | 1       | 0      | 1     |
|        | Китай             | 0      | 1       | 0      | 1     |
|        | Словения          | 0      | 1       | 0      | 1     |
|        | Судан             | 0      | 1       | 0      | 1     |
| 23.    | Куба              | 0      | 0       | 2      | 2     |
|        | Греция            | 0      | 0       | 2      | 2     |
|        | Румыния           | 0      | 0       | 2      | 2     |
| 26.    | Хорватия          | 0      | 0       | 1      | 1     |
|        | Республика Конго  | 0      | 0       | 1      | 1     |
|        | Дания             | 0      | 0       | 1      | 1     |
|        | Франция           | 0      | 0       | 1      | 1     |
|        | Германия          | 0      | 0       | 1      | 1     |
|        | Ирландия          | 0      | 0       | 1      | 1     |
|        | Литва             | 0      | 0       | 1      | 1     |